# CP-226,269
CP-226,269 je lek koji deluje kao dopaminski agonist. On je selektivan za D4 podtip. CP-226,269 se koristi za istraživanje uloge D4 receptora u mozgu.